# Reklama porównawcza
Reklama porównawcza – jedna z form reklamy, która wyraźnie lub przez domniemanie identyfikuje konkurenta albo towary lub usługi oferowane przez konkurenta.
Reklamę porównawczą można podzielić na:
- reklamę porównawczą bezpośrednią, gdy przedmiot reklamy porównuje się z konkretnym przedmiotem konkurencji: np. „Cena rozmów telefonicznych u nas jest niższa niż u operatora X”,
- reklamę porównawczą pośrednią, w której nie wymienia się konkretnego przedmiotu konkurencji, lecz daje się do zrozumienia w sposób bardziej lub mniej jednoznaczny, o jaki przedmiot i jaką konkurencję chodzi, np. cena rozmów telefonicznych u nas jest niższa niż u wiodącego operatora.

Prawodawstwo niektórych państw reguluje kwestię reklamy porównawczej w ramach przepisów o nieuczciwej konkurencji.
Reklama porównawcza nie jest sprzeczna z dobrymi obyczajami, jeżeli:
- nie jest reklamą wprowadzająca w błąd,
- porównuje w sposób rzetelny i dający się zweryfikować,
- porównuje obiektywnie jedną lub kilka istotnych, charakterystycznych, porównywalnych cech towarów i usług,
- nie powoduje pomyłek w rozróżnieniu kto kogo porównuje,
- nie dyskredytuje towarów, usług, działalności, znaków towarowych, oznaczeń przedsiębiorstwa
- nie wykorzystuje w nieuczciwy sposób renomy znaku towarowego, oznaczenia przedsiębiorstwa lub innego oznaczenia odróżniającego konkurenta.